# Galopin (Einheit)
Galopin war ein französisches Volumen- und Flüssigkeitsmaß.
- 1 Galopin = 1 Nösel (Dresdner)[1] = (etwa ½ Liter) = ½ Setier[2]